# Niels Jespersen (biskop)
 For alternative betydninger, se Niels Jespersen. (Se også artikler, som begynder med Niels Jespersen)
Niels Jesperssøn (også Niels Jespersen), 1518 – 22. november 1587, var en dansk biskop. Han blev født i Viborg som søn af borgmester Jesper Simonsen og Margrethe Nielsdatter.
Jespersen var i sin ungdom lærer ved en skole (i Viborg?), blev 1544 præst ved Vor Frue Kirke i Aalborg, 1555 residerende kapellan i Malmø efter først at have taget magistergraden, 1558 præst ved Vor Frue Kirke i København og 1560 biskop over Fyens Stift, hvor han optrådte med stor myndighed og uden personsanseelse revsede de mange religiøse og sædelige udskejelser, han mødte i sit stift, for hvis kirkelige organisation han har haft en lignende betydning som Peder Palladius for Sjællands Stift.
Størst fortjeneste indlagde han sig dog ved udarbejdelsen af et graduale : :Gradual : En almindelig Sangbog, som Høybaarne Første oc Stormectige Herre, Her Frederich den Anden haffuer ladet ordinere og tilsammen scriffue paa Latine oc Danske, at bruge i Kirckerne, til des ydermere endrectighed vdi Sang oc Ceremonier, effter Ordinantzens lydelse på hvis udgivelse han allerede fik privilegium 1565, men som dog først udkom 1573.
Han ægtede først Anne Andersdatter fra Slagelse (død 1582) og dernæst Else Hansdatter fra Odense (død 1623), datter af rådmand Hans Dinesen i Odense. Hun blev 2. gang gift med Didrik Fuiren (guldsmed) og 3. gang med lægen Dr. Jens Mule i Odense: se Mule (adelsslægt).
Bloch: Den fyenske Geistligheds Hist. I, 23 ff.
Rørdam: Københavns Universitets Hist. 1537-1621 II, 732 ff.
Kirkehistoriske Samlinger. 3. R. V, 79 ff. 628 ff. 812 ff.
S.M. Gjellerup.
Henrik Glahn skriver om Jesperssøns graduale:

"... der ud over kirkeårets salmer og deres melodier (gengivet med Thomissøn som forlæg) først og fremmest indeholder de foreskrevne liturgiske prosa-sange på latin med de førreformatoriske gregorianske melodier. Gradualet er i sit indhold et i sig selv imponerende forsøg på at holde den af reformationen truede gamle latinske kirkesang i live. Men den gregorianske tradition i Danmark var på det tidspunkt allerede til dels søndret og de fleste steder fortrængt af den dansk-lutherske salmemesse, således som den var foreskrevet i Ordinansen af 1539 og udførligt beskrevet i det sidste afsnit af Thomissøns salmebog. Ikke desto mindre fortsatte Jesperssøns graduale med at være obligatorisk inventar i de danske kirker til langt op i det 17. århundrede, og værket tryktes i nye oplag i 1606 og 1637." 

Noter
1. ↑  Titel efter Bibliotek.dk
2. ↑  Glahn, side 18